# DB Cargo France
Pour les articles homonymes, voir ECR.
DB Cargo France — anciennement Euro Cargo Rail (ECR) —  est une entreprise ferroviaire de transport de marchandises française.
Filiale de DB Cargo, elle opère sur le réseau ferré national français depuis 2005.

## Histoire

Logo jusqu'en 2021

La société Euro Cargo Rail est fondée en février 2005 en tant que filiale de EWS International,.
Elle reçoit son premier certificat de sécurité de l'établissement public de sécurité ferroviaire (EPSF) le 1er décembre 2006.
Euro Cargo Rail devient une filiale de la Deutsche Bahn en 2007 lorsque English, Welsh and Scottish Railway (EWS), sa maison mère, est acquise par l'entreprise ferroviaire allemande. En 2008, avec une part de marché de 5,3 %, ECR est la deuxième entreprise de fret ferroviaire en France après Fret SNCF.
En 2010, la part de marché de l'entreprise atteint 8 %.
En octobre 2010, Euro Cargo Rail monte une coentreprise avec le port de La Rochelle, nommée OFP La Rochelle.
En 2015, ECR s'est vu renouveler son certificat de sécurité par l'établissement public de sécurité ferroviaire. Ce certificat lui permet de circuler sur tout le réseau ferré français.
Le 8 décembre 2016, ECR annonce la suppression de 300 emplois (150 postes de conducteurs, 70 postes d'agents de manœuvre et 80 postes au siège) soit un quart de ses effectifs. La même année, l'entreprise a enregistré une perte opérationnelle de 25 millions d'euros. Cette perte était de 13 millions d'euros en 2015.
Le 15 septembre 2021, Euro Cargo Rail change de nom et devient DB Cargo France.

## Matériel
ECR possède une flotte d'environ 160 locomotives (et 2000 wagons) appartenant aux catégories suivantes :
- Class 66 (58 exemplaires en août 2021)
- Class 77 (revendues par ECR)
- Vossloh G 1000 BB (utilisées en manœuvres)
- Vossloh G 1206 BB (plus utilisées par ECR)
- Vossloh G 2000 BB (plus utilisées par ECR)
- BB 27000 (fin de location en décembre 2014, réutilisées à partir d'août 2023)
- BB 37000 (fin de location en 2012)
- Bombardier Traxx E 186 électrique ;
- Locotracteurs Y 8000.

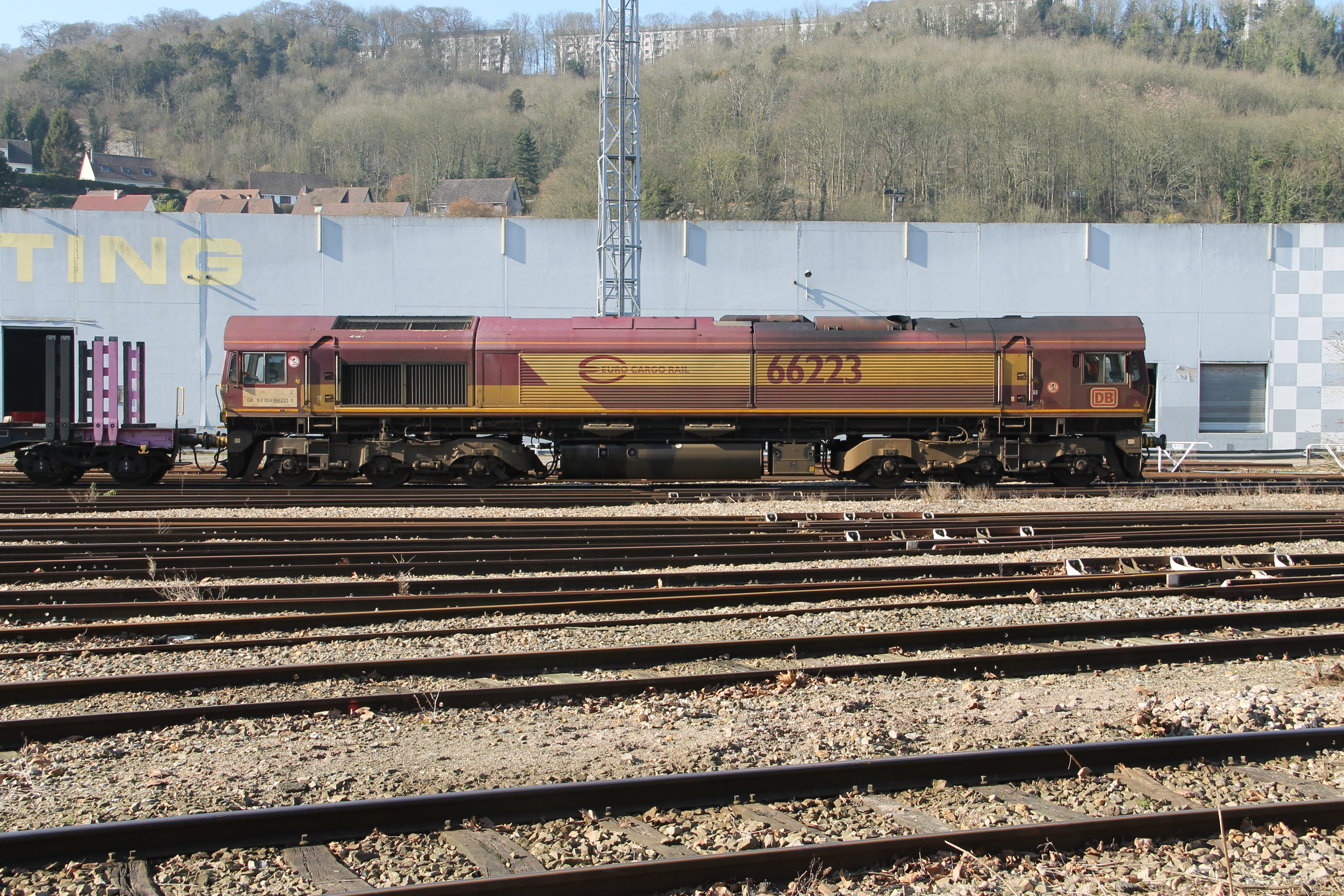
Diesel Electrique Classe 66 sur la rive droite du port de Rouen en 2018.
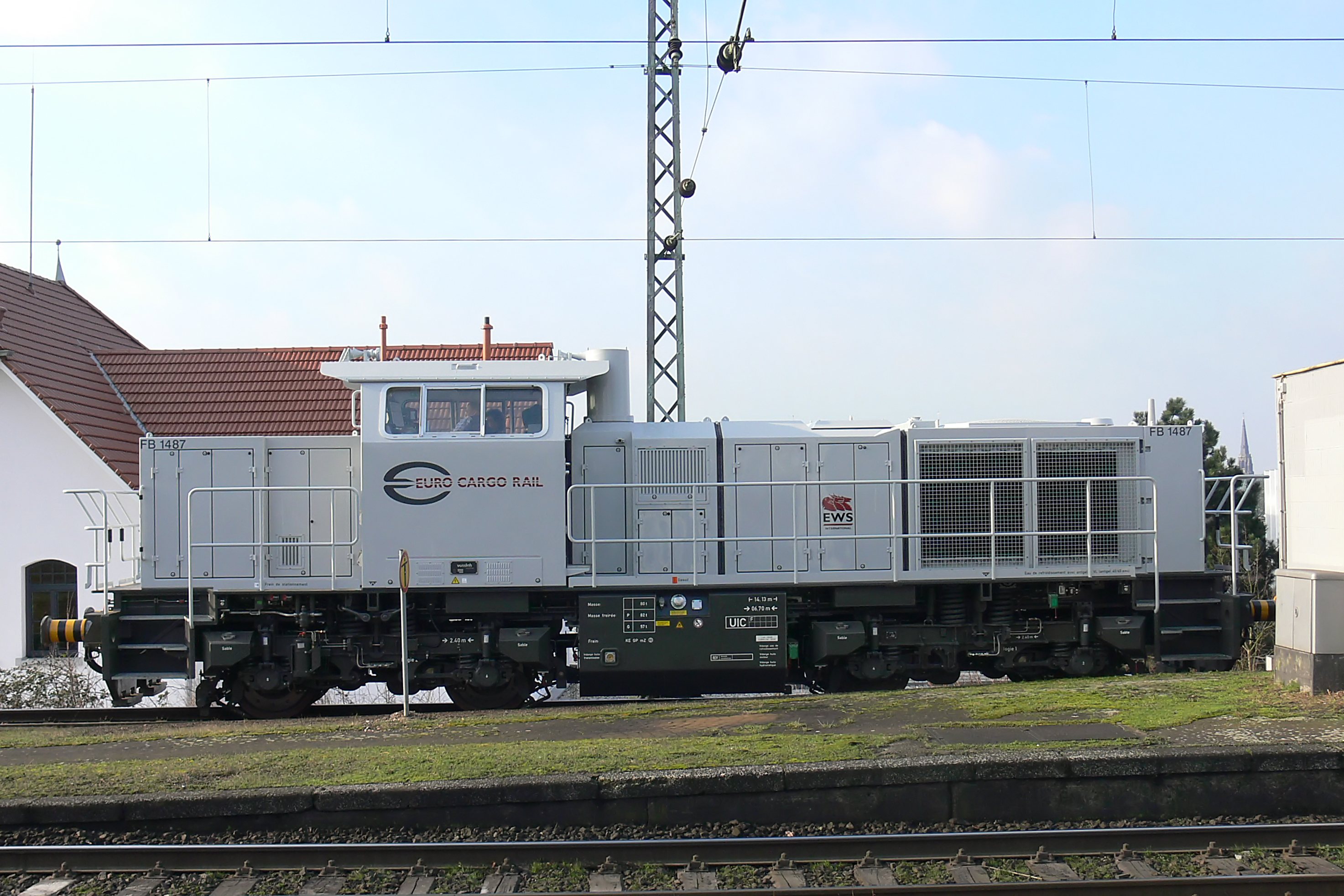
Locomotive diesel ECR Vossloh G 1000 BB
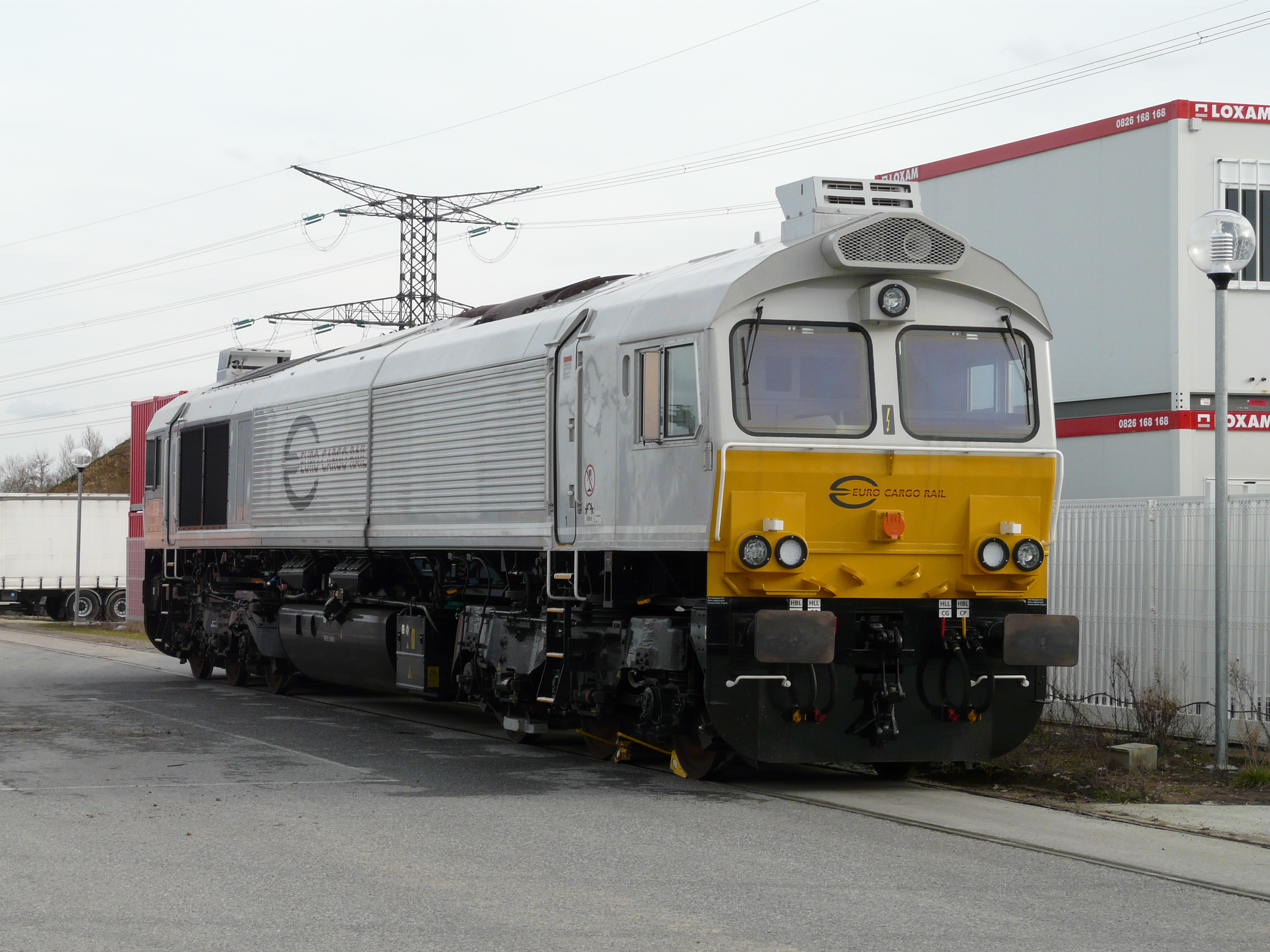
Diesel Electrique Class 77
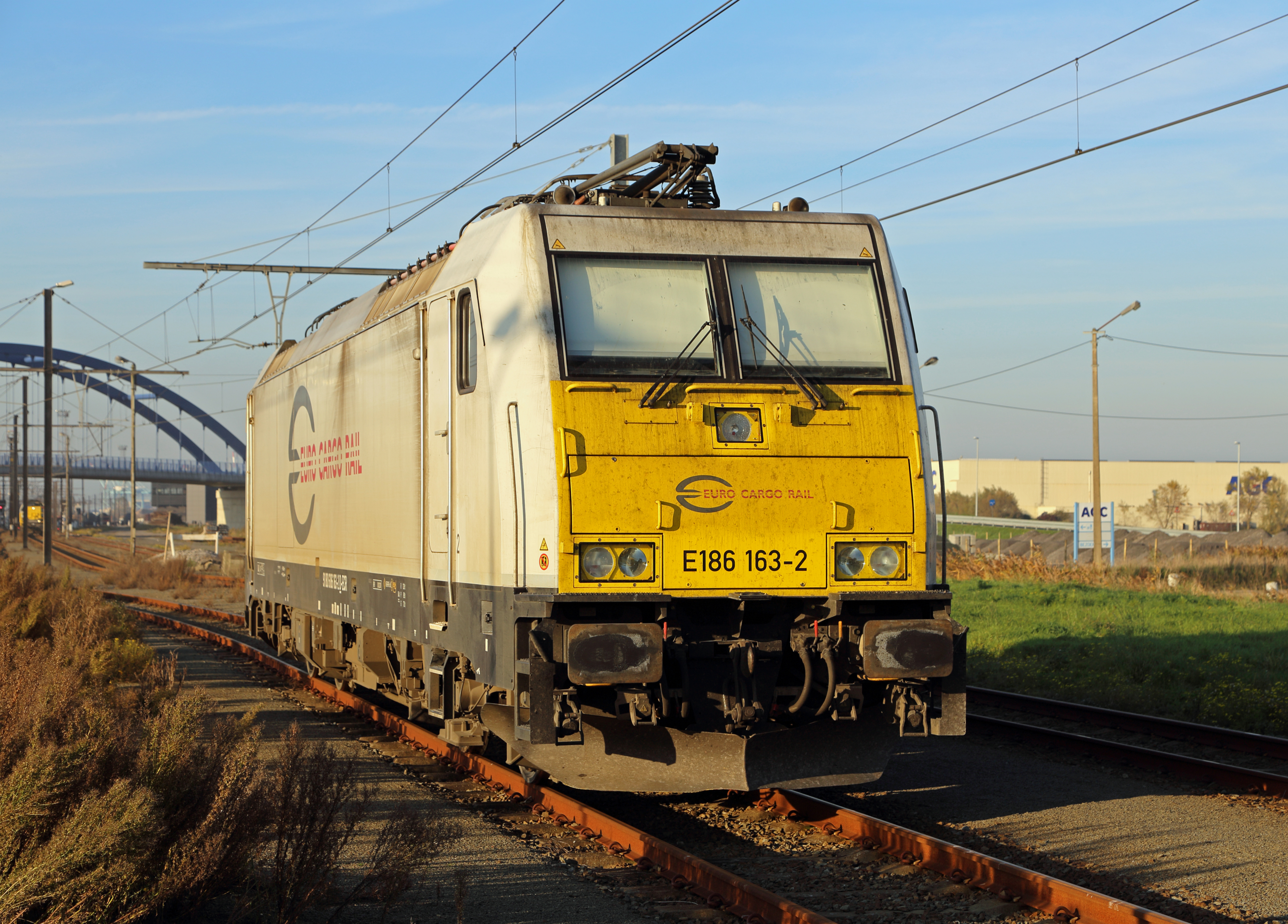
Bombardier TRAXX E 186 - électrique